# Pomoćni glagoli
Pomoćni glagoli su u hrvatskom jeziku dva glagola pomoću kojih se tvore složeni glagolski oblici. To su glagoli biti i htjeti. Pomažu u tvorbi budućeg i prošlog vremena.

## Biti
Općenito je o ekvivalentu u raznim jezicima glagola biti (esse) poznato da se koristi i kao punoznačna riječ i kao isključivo gramatička jedinica. Kao ovo drugo glagol biti ima tri oblika sadašnjeg vremena: naglašeni nesvršeni, nenaglašeni nesvršeni i svršeni (dvovidni) oblik.

## Htjeti
Glagol htjeti ima tri oblika sadašnjeg vremena: naglašeni i nenaglašeni nesvršeni oblik te svršeni oblik.

## Oblici pomoćnog glagolabiti
| Vrijeme/lice              | ja                              | ti                                   | on/ona/ono                                          | mi                                        | vi                                        | oni/one/ona                              |
| ------------------------- | ------------------------------- | ------------------------------------ | --------------------------------------------------- | ----------------------------------------- | ----------------------------------------- | ---------------------------------------- |
| Pluskvamperfekt           | bijah bio/bila bio sam bio/bila | bijaše bio/bila bio/bila si bio/bila | bijaše bio/bila/bilo bio/bila/bilo je bio/bila/bilo | bijasmo bili/bile bili/bile smo bili/bile | bijaste bili/bile bili/bile ste bili/bile | bijahu bili/bile bili/bile su bili/bile  |
| Aorist                    | bih                             | bi                                   | bi                                                  | bismo                                     | biste                                     | biše tj. bi                              |
| Perfekt                   | bio/bila sam jesam bio/bila     | bio/bila si jesi bio/bila            | bio/bila/bilo je jest bio/bila/bilo                 | bili/bile smo jesmo bili/bile             | bili/bile ste jeste bili/bile             | bili/bile/bila su jesu bili/bile/bila    |
| Imperfekt                 | bijah bjeh                      | bijaše bje                           | bijaše bje                                          | bijasmo bjesmo                            | bijaste bjeste                            | bijahu bješe                             |
| Prezent                   | jesam sam                       | jesi si                              | jest je                                             | jesmo smo                                 | jeste ste                                 | jesu su                                  |
| Futur prvi                | bit ću ću biti hoću biti        | bit ćeš ćeš biti hoćeš biti          | bit će će biti hoće biti                            | bit ćemo ćemo biti hoćemo biti            | bit ćete ćete biti hoćete biti            | bit će će biti hoće biti                 |
| Futur drugi               | budem bio/bila                  | budeš bio/bila                       | bude bio/bila/bilo                                  | budemo bili/bile                          | budete bili/bile                          | budu bili/bile/bila                      |
| Kondicional prvi          | bio/bila bih bih bio/bila       | bio/bila bi bi bio/bila              | bio/bila/bilo bi bi bio/bila/bilo                   | bili/bile bismo bismo bili/bile           | bili/bile biste biste bili/bile           | bili/bile/bila bi bi/biše bili/bile/bila |
| Kondicional drugi         | bio bih bio/bila                | bio/bila bi bio/bila                 | bio/bila/bilo bi bio/bila/bilo                      | bili/bile bismo bili/bile                 | bili/bile biste bili/bile                 | bili/bile/bila bi/biše bili/bile/bila    |
| Imperativ                 | -                               | budi                                 | neka bude *                                         | budimo                                    | budite                                    | neka budu *                              |
| Glagolski prilog sadašnji | za sve: budući                  |                                      |                                                     |                                           |                                           |                                          |
| Glagolski prilog prošli   | za sve: bivši                   |                                      |                                                     |                                           |                                           |                                          |

## Oblici pomoćnog glagolahtjeti
| Vrijeme/lice              | ja                                    | ti                                         | on/ona/ono                                                    | mi                                                | vi                                                | oni/one/ona                                                   |
| ------------------------- | ------------------------------------- | ------------------------------------------ | ------------------------------------------------------------- | ------------------------------------------------- | ------------------------------------------------- | ------------------------------------------------------------- |
| Pluskvamperfekt           | bijah htio/htjela bio sam htio/htjela | bijaše htio/htjela bio/bila si htio/htjela | bijaše htio/htjela/htjelo bio/bila/bilo je htio/htjela/htjelo | bijasmo htjeli/htjele bili/bile smo htjeli/htjele | bijaste htjeli/htjele bili/bile ste htjeli/htjele | bijahu htjeli/htjele/htjela bili/bile su htjeli/htjele/htjela |
| Aorist                    | htjedoh htjeh                         | htjede htje                                | htjede htje                                                   | htjedosmo htjesmo                                 | htjedoste htjeste                                 | htjedoše htješe                                               |
| Perfekt                   | htio/htjela sam jesam htio/htjela     | htio/htjela si jesi htio/htjela            | htio/htjela/htjelo je jest htio/htjela/htjelo                 | htjeli/htjele smo jesmo htjeli/htjele             | htjeli/htjele ste jeste htjeli/htjele             | htjeli/htjele/htjela su jesu htjeli/htjele/htjela             |
| Imperfekt                 | hotijah hoćah htijah                  | hotjaše hoćaše htijaše                     | hotijaše hoćaše htijaše                                       | hotijasmo hoćasmo htijasmo                        | hotijaste hoćaste htijaste                        | hotijahu hoćahu htijahu                                       |
| Prezent                   | hoću ću                               | hoćeš ćeš                                  | hoće će                                                       | hoćemo ćemo                                       | hoćete ćete                                       | hoće će                                                       |
| Futur prvi                | htjet ću ću htjeti hoću htjeti        | htjet ćeš ćeš htjeti hoćeš htjeti          | htjet će će htjeti hoće htjeti                                | htjet ćemo ćemo htjeti hoćemo htjeti              | htjet ćete ćete htjeti hoćete htjeti              | htjet će će htjeti hoće htjeti                                |
| Futur drugi               | budem htio/htjela                     | budeš htio/htjela                          | bude htio/htjela/htjelo                                       | budemo htjeli/htjele                              | budete htjeli/htjele                              | budu htjeli/htjele/htjela                                     |
| Kondicional prvi          | htio/htjela bih bih htio/htjela       | htio/htjela bi bi htio/htjela              | htio/htjela/htjelo bi bi htio/htjela/htjelo                   | htjeli/htjele bismo bismo htjeli/htjele           | htjeli/htjele biste biste htjeli/htjele           | htjeli/htjele/htjela bi bi htjeli/htjele/htjela               |
| Kondicional drugi         | bio bih htio/htjela                   | bio/bila bi htio/htjela                    | bio/bila/bilo bi htio/htjela/htjelo                           | bili/bile bismo htjeli/htjele                     | bili/bile biste htjeli/htjele                     | bili/bile/bila bi htjeli/htjele/htjela                        |
| Glagolski prilog sadašnji | za sve: htijući hoteći                |                                            |                                                               |                                                   |                                                   |                                                               |
| Glagolski prilog prošli   | za sve: hotjevši htjevši              |                                            |                                                               |                                                   |                                                   |                                                               |

## Vanjske poveznice
- Pomoćni glagoli engleskog jezika
- Pomoćni glagoli njemačkog jezika